# Ordre du Canada
L'Ordre du Canada (en anglais : Order of Canada) est la plus haute distinction civile au Canada. Il est, sous l'égide du premier ministre, décerné à ceux considérés comme un exemple selon la devise latine « desiderantes meliorem patriam », qui signifie « désireux d'une patrie meilleure ».
Fondé en 1967, l'Ordre reconnaît les Canadiens qui contribuent tout au long de leur vie à améliorer de façon majeure le dominion, aussi bien que les efforts effectués par les non-Canadiens qui, par leurs actions, ont contribué à faire un monde meilleur. Des musiciens, des personnalités politiques, des artistes, des vedettes (tels que des célébrités), des philanthropes, des juges et plusieurs autres personnalités ont été investis dans cet ordre national.
Le roi Charles III est le souverain et le compagnon principal de l'Ordre. Il désigne le gouverneur général du Canada en poste en tant que chancelier. 
Entre 1967 et 2005, 5 268 personnes ont été nommées au sein de l'Ordre.

## Création

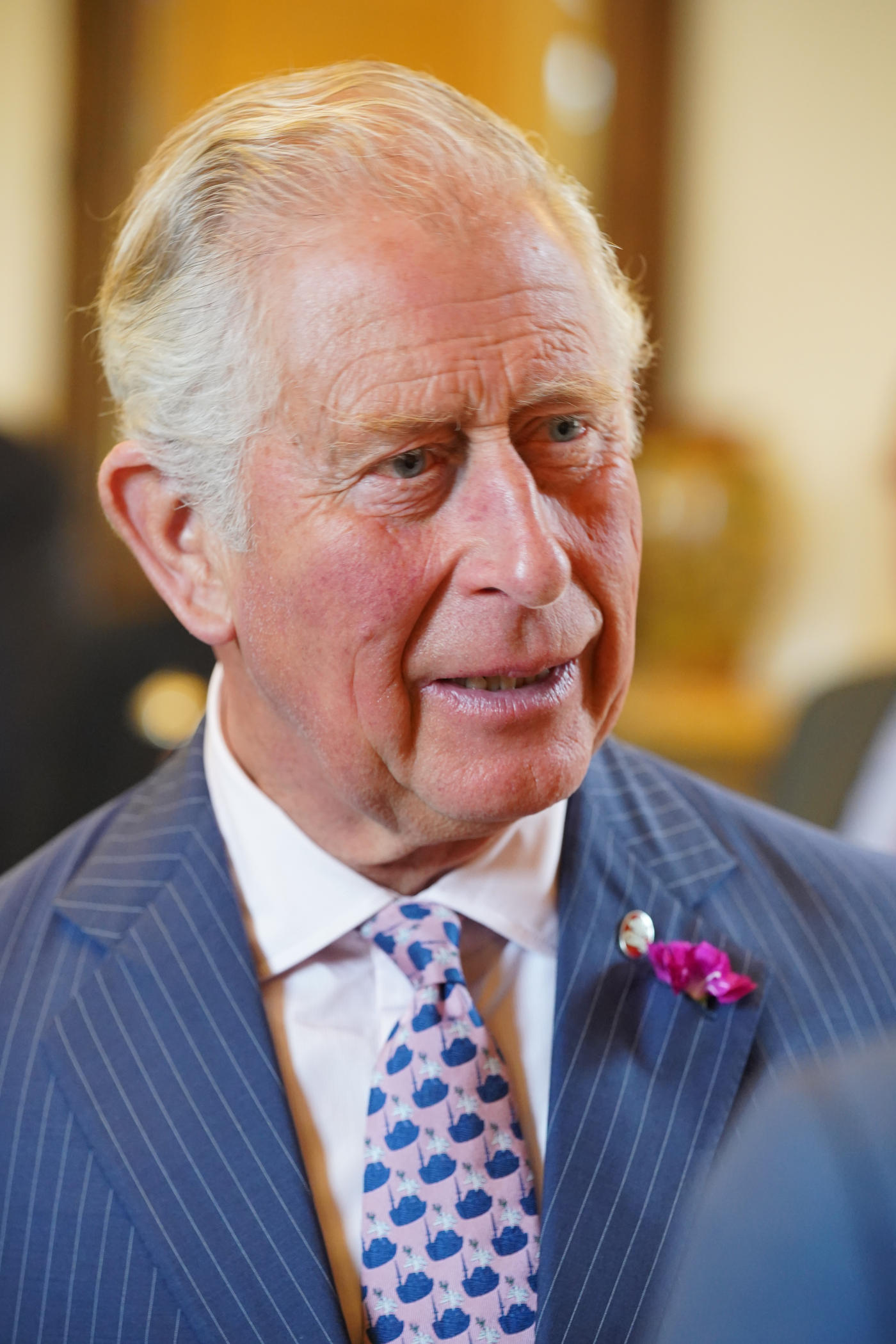
Le roi Charles III, souverain et compagnon principal de l'Ordre du Canada.

L'Ordre du Canada a été institué le 17 avril 1967 par la reine Élisabeth II, sur les conseils du premier ministre Lester B. Pearson. Il a été créé pour reconnaître les actions exemplaires et les services rendus des Canadiens. La récompense a été officiellement dévoilée le 1er juillet 1967 pour célébrer le centenaire du Canada. Le gouverneur général Roland Michener a été le premier à y être reçu, puis 90 personnes se sont jointes à lui six jours plus tard. La création de l'Ordre du Canada a marqué le début de l'établissement d'un système canadien d'honneurs, un système de récompenses et de décorations accordées à des Canadiens et Canadiennes ainsi qu'à des personnes étrangères. La création de ce système a brisé la dépendance du Canada envers le système d'honneurs utilisé par le Royaume-Uni et certaines de ses anciennes colonies et anciens dominions. Avant que l'Ordre du Canada soit créé, le principal ordre existant dans le pays était l'ordre de l'Empire britannique. 
Vincent Massey, Louis St-Laurent, Hugh MacLennan, Père David Bauer, Gabrielle Roy, Donald Creighton, Thérèse Casgrain, Wilder Penfield, Arthur Lismer et Maurice Richard ont fait partie des premières personnalités distinguées par l'Ordre du Canada. La reine s’est fait remettre l’insigne de souveraine par le gouverneur général, Roland Michener, pendant une visite de celui-ci à Londres en 1967, et elle l’a porté pour la première fois lors d'un banquet tenu à Yellowknife en juillet 1970.
Depuis que l'Ordre du Canada a été créé, l’Australie a mis en place un système de récompenses similaire : l'ordre d'Australie. En 1996, la Nouvelle-Zélande a créé l'ordre du Mérite, comprenant cinq grades, conçu sur l'ordre de l'Empire britannique.

## Grades
Il y a trois grades (niveaux) dans l'Ordre du Canada : compagne ou compagnon (le plus élevé), officier et membre. Chacun est désigné par des lettres distinctes (CC, OC, CM) que les récipiendaires sont en droit d'apposer à la suite de leur nom. Des promotions au niveau des grades sont possibles ; habituellement, aucune promotion n’est accordée dans les cinq premières années suivant la réception dans l'Ordre ou une première promotion de la personne. Par exemple, le réalisateur de films Denys Arcand a été promu d'officier en 1988 à compagnon en 2005. Initialement, l'Ordre du Canada proposait seulement deux échelons, celui de compagnon et la « médaille de Courage ». Le 1er juillet 1972, les grades d'officier et de membre ont été ajoutés et tous les membres vivants sont devenus officiers.

### Compagnon
Les compagnons de l'Ordre du Canada (C.C.) ont fait preuve du plus haut niveau de mérite sur la scène nationale et internationale. Jusqu'à 15 compagnons sont désignés chaque année, avec une limite de 180 compagnons vivants en tout temps, à l'exception de ceux qui le sont à titre honorifique. Au 29 septembre 2005, il y avait 166 compagnons vivants, dont quatre honorifiques.

### Officier
Les officiers de l'Ordre du Canada (O.C.) ont fait preuve d'un niveau exceptionnel de talent et de services aux Canadiens. Jusqu’à 80 officiers sont désignés chaque année. Au 29 septembre 2005, il y avait 1 006 officiers toujours en vie, mais il n'y a aucune limite quant à leur nombre total.

### Membre
Les membres de l'Ordre du Canada (C.M.) ont apporté une contribution exceptionnelle au Canada ou aux Canadiens en ce qui concerne la scène locale ou régionale, à un groupe de personnes, dans un champ de compétences en particulier ou dans une activité. Jusqu'à 171 membres sont nommés chaque année et il n'y a aucune limite quant à leur nombre total. Au 29 septembre 2005, il y avait 1 964 membres en vie.
| Compagnon | Officier | Membre |
| Galons    | Galons   | Galons |
| --------- | -------- | ------ |
|           |          |        |

## Insignes
La médaille de l’Ordre du Canada prend la forme stylisée d'un flocon de neige, de couleur dorée pour les compagnons et les officiers et de couleur argent pour les membres. Le disque central comporte une feuille d’érable, de rouge émaillé pour les compagnons, d'or pour les officiers et d'argent pour les membres sur un fond blanc émaillé entouré d’un anneau rouge émaillé portant la devise de l’Ordre ; la couronne de saint Édouard surmonte l'anneau : l’endos n'affiche que le mot « Canada ». Le ruban consiste en des bandes rouges et blanches alternées rappelant le drapeau canadien. Les médailles de l’Ordre du Canada peuvent être laissées comme héritage aux descendants, mais ne peuvent en aucun temps être vendues à quiconque. Lorsqu’un membre de l’Ordre reçoit une promotion, il doit retourner la médaille originale à la chancellerie avant de recevoir sa nouvelle médaille.
Les médailles, comme la majorité des récompenses offertes dans l'ensemble des honneurs canadiens, ont été conçues par Bruce W. Beatty (en) qui, jusqu'en 2004, avait assisté à toutes les cérémonies d’investitures depuis 1967 ; il est lui-même devenu membre dans l’Ordre du Canada en 1990.
Lorsqu’une personne porte des médailles et des décorations, l’Ordre du Canada est porté avant tout autre ordre national et avant presque toutes les décorations canadiennes. Seules la croix de Victoria et la « croix de Bravoure » sont portées avant l’Ordre du Canada. Les détenteurs du titre de compagnon et d'officier portent leur médaille avec un ruban en sautoir, tandis que les détenteurs du grade de membre accrochent leur médaille sur le côté gauche de la poitrine. Avant 1997, les femmes devaient porter l’Ordre avec un ruban en forme de boucle qui était positionné à la gauche. En dehors des occasions spéciales déterminées par le gouverneur général, les femmes portent désormais leur médaille de l’Ordre de la même façon que les hommes. Cependant, Michaëlle Jean, ancienne gouverneure générale du Canada, a choisi de porter la médaille de l’Ordre avec le ruban en forme de boucle.
| Ruban pour C.C. et O.C. | Ruban pour C.M. | Ruban en forme de boucle pour les femmes |
| ----------------------- | --------------- | ---------------------------------------- |
|                         |                 |                                          |

## Admissibilité
Tous les Canadiens en vie sont admissibles pour n’importe laquelle des trois récompenses, sauf les politiciens fédéraux et provinciaux et les juges lorsqu’ils sont en poste. Les récipiendaires sont annoncés deux fois par année, autour du 1er janvier et du 1er juillet. Les récipiendaires qui meurent avant la cérémonie d’investiture sont toujours considérés comme membres de l’Ordre. Des groupes de personnes qui ont participé à un acte honorable peuvent également recevoir l'Ordre du Canada. Par exemple, le groupe canadien Rush (Geddy Lee, Alex Lifeson et Neil Peart) a été nommé officier de l’Ordre du Canada, il s’agissait de la première fois qu’un groupe était choisi plutôt qu’un particulier.
Les citoyens d’autres pays sont admissibles pour recevoir une récompense honorifique à n'importe lequel des trois niveaux. Pas plus de cinq recrues honorifiques peuvent être choisies chaque année.
Les cérémonies sont généralement dirigées par le gouverneur général à Rideau Hall à Ottawa ou, à de rares occasions lorsqu’elle vient au pays, par la Reine elle-même. Quand l'Ordre n'est pas remis à Rideau Hall, c'est habituellement parce que le récipiendaire est incapable de se rendre à Ottawa. C'était le cas, par exemple, en 1980, lorsque le gouverneur général s'est rendu à la chambre d'hôpital de l’athlète Terry Fox, qui souffrait d’un cancer en phase terminale.
Un autre exemple, la Reine-Mère, la mère de la Reine Élisabeth II, en 2000, à l’âge de 100 ans, qui est investie en tant que compagne honorifique de l’Ordre du Canada à Clarence House à Londres. Plutôt que d’apposer la médaille sur la poitrine de la vieille dame, qui venait tout juste de subir une opération à la hanche, Adrienne Clarkson, la gouverneure générale en poste à ce moment-là, lui a plutôt remis directement dans les mains. Sa Majesté s’est faite un plaisir de la porter au cou lors d'un dîner qui a suivi la cérémonie privée.
Avant qu'Adrienne Clarkson ne devienne gouverneure générale du Canada, l’Ordre du Canada était rarement remis en dehors de Rideau Hall ou de la résidence secondaire du gouverneur général, la Citadelle de Québec. Sous son mandat, Adrienne Clarkson a tenu des cérémonies d’investiture dans des villes comme Saint-Jean de Terre-Neuve ou Vancouver. Elle a aussi délégué d’autres personnes pour remettre les récompenses lorsqu’il était trop difficile pour elle ou pour le récipiendaire de voyager.
Bien que les cérémonies d’investitures soient généralement dirigées par le gouverneur général, la tâche peut être déléguée à une autre personne, par exemple, le lieutenant-gouverneur d’une province canadienne, comme au cas de Mervyn Wilkinson, récipiendaire de l'ordre national des mains d'Iona Campagnolo, lieutenant-gouverneur de la Colombie-Britannique en 2002.
Les politiciens fédéraux et provinciaux en poste ne peuvent pas recevoir l’Ordre, mais il est d'usage que des chefs influents comme d’anciens premiers ministres se voient octroyer l'Ordre à la fin de leurs fonctions en politique. En fait, de tous les premiers ministres en vie après la création de l’Ordre, à l’exception de Paul Martin et de l'ancien premier ministre Stephen Harper, seul John Diefenbaker n’a pas reçu l’Ordre. Après avoir perdu les élections de 1963, Diefenbaker est resté député jusqu'à son décès en 1979, ce qui l'a empêché de recevoir l'Ordre. Certains politiciens d’avant-plan comme Ed Broadbent, ancien chef du NPD, et l’ancien premier ministre Joe Clark ont reçu l'Ordre avant de revenir dans l'arène politique.
Les sénateurs ne peuvent pas non plus recevoir l'Ordre du Canada lorsqu’ils sont en poste. Cependant, il y a plusieurs personnes qui ont reçu l'Ordre avant d'être nommées au Sénat. À l'heure actuelle, il y a 12 sénateurs qui sont récipiendaires de l’Ordre du Canada : Tommy Banks, Michel Biron, Ione Christensen (en), Roméo Dallaire, Trevor Eyton (en), Serge Joyal, Wilbert Keon, Sandra Lovelace Nicholas, Frank Mahovlich, Donald Oliver (en), Nancy Ruth (en) et Hugh Segal.
L'Ordre du Canada ne peut être octroyé à titre posthume. Cependant, un nouveau récipiendaire qui a été approuvé par le Conseil consultatif de son vivant, mais qui décède avant l’annonce publique ou la cérémonie de remise des médailles, peut quand même être désigné après son décès. Par exemple, en 2005, le journaliste Peter Jennings a reçu l'Ordre du Canada dans ces circonstances. Sa famille a accepté la récompense en son nom. En 2010, Guylène Proulx a également été admise dans de telles circonstances. De plus, l'appartenance à l'Ordre prend fin automatiquement au moment du décès.
La plus vieille personne à recevoir l’Ordre du Canada a été le Dr Cornelius Wiebe, qui avait 106 ans au moment de la cérémonie de remise des médailles en 1999, tandis que la plus jeune a été la nageuse olympique Anne Ottenbrite, qui a été admise à l'âge de 18 ans en 1984.

### Démission
En 2008, un débat public a eu lieu concernant l'admissibilité du médecin Henry Morgentaler, célèbre pour avoir fait dépénaliser l'avortement. À la suite de sa nomination, René Racine, Jacqueline Richard (en), son Éminence le cardinal Jean-Claude Turcotte, Renato Giuseppe Bosisio (en), Frank Chauvin (en) et le père Lucien Larré (en), tous membres de l'Ordre, avaient alors indiqué qu'ils refuseraient de partager cet honneur avec le Dr Morgentaler y ont remis leur médaille de l'Ordre. En janvier 2010, la gouverneure générale, la très honorable Michaëlle Jean, a officiellement fait savoir qu'elle acceptait leur démission.

### Destitution
Un récipiendaire de l’Ordre du Canada peut se voir destitué si le Conseil consultatif trouve que ses actions l’ont discrédité. Jusqu'en 2006, quatre personnes se sont fait destituer de l’Ordre du Canada : Alan Eagleson, David Ahenakew (en), T. Sher Singh et Steve Fonyo. Eagleson s’est fait expulser de l’Ordre après avoir été emprisonné pour fraude en 1998. Ahenakew a été expulsé en raison des propos antisémites qu'il a tenus en 2002. Quant à Singh, c’est pour la révocation de son permis d'avocat pour inconduite professionnelle. En ce qui concerne Steve Fonyo, c'est pour ses nombreux démêlés avec la justice.
Pour que l’Ordre soit retiré à une personne, le Conseil consultatif doit approuver la destitution et envoyer une lettre à l'intéressé pour lui annoncer sa décision. Dans cette même lettre, le Conseil doit donner à la personne un temps pour répondre. La personne peut en appeler de la décision ou l'accepter. Si la personne accepte de démissionner, elle doit alors remettre sa médaille qui demeure la propriété de l'Ordre. Si la personne refuse de rendre la médaille, la Gendarmerie royale du Canada peut être envoyée pour aller la récupérer de force. Le gouverneur général doit ensuite signer une ordonnance de destitution et l'information est alors publiée dans un communiqué de presse ainsi que dans la gazette du Canada.

## Conseil consultatif
La tâche du Conseil consultatif est d’évaluer si les candidats sont dignes de recevoir l’Ordre du Canada. Le gouverneur général du Canada s'appuie sur les recommandations du Conseil pour accepter de nouveaux membres. Le secrétaire général du Conseil consultatif a comme fonction d’annoncer à la presse canadienne et au public les nouveaux récipiendaires de l'Ordre du Canada et les destitutions.
Le Conseil consultatif, qui est présidé par le juge en chef du Canada, comprend le greffier du Conseil privé, le sous-ministre du Patrimoine canadien, le président du Conseil des arts du Canada, le président de la Société royale du Canada ainsi que le président de l’Association des universités et collèges du Canada. De plus, cinq membres de l’Ordre du Canada siègent au sein du Conseil pour une limite de trois ans chacun. Si la nomination concerne un non-Canadien, le sous-ministre des Affaires étrangères et Commerce international Canada est invité à aider le Conseil pour évaluer la candidature.